# ATP Birmingham 1976
L'ATP Birmingham 1976  è stato un torneo di tennis giocato sul sintetico indoor. È stata la 4ª edizione dell'ATP Birmingham, che fa parte del Commercial Union Assurance Grand Prix 1976. Si è giocato a Birmingham negli Stati Uniti, dal 20 al 25 gennaio 1976.

## Campioni

### Singolare
Jimmy Connors ha battuto in finale  Roscoe Tanner con il punteggio di 6–4, 3–6, 6–1

### Doppio
Jimmy Connors /  Erik Van Dillen hanno battuto in finale  Hank Pfister /  Dennis Ralston con il punteggio di 6–3, 6–2